# 地方集团长官 (纳粹党)
地方集团长官（德語：Ortsgruppenleiter）是1930至1945年间的纳粹党地方政治人物衔级（頭銜）。“地方集团长官”一词最早出现在1930年德国国会选举期间，市镇、城市、或较大城市下属的社区里的纳粹势力負責人的头衔一般都是“地方集团长官”。隨著1933年纳粹掌权以及納粹一体化的實施，地方集团长官成為较大市镇、城市或城市的城区的纳粹党组织领袖。